# Schotter (Geowissenschaften)

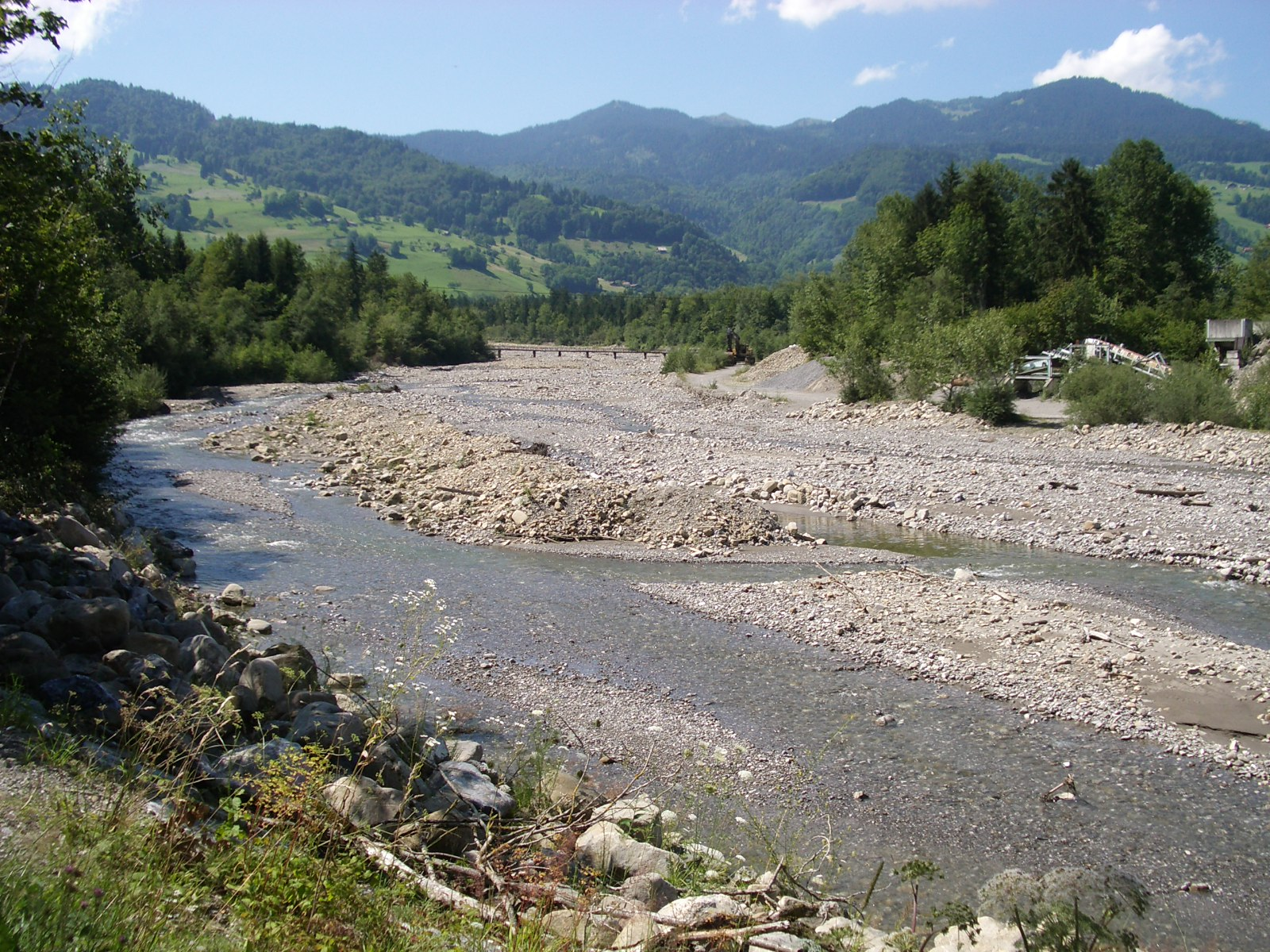
Fluviatiler Schotter eines Gebirgsflusses (Giswiler Lauibach, Kanton Obwalden, Zentralschweiz). Schotterablagerungen sind typisch für Flüsse mit relativ starkem Gefälle.

Schotter bezeichnet in den Geowissenschaften ein unverfestigtes Sediment, das einen Anteil von mehr als 50 % gerundeter Gesteinskomponenten mit einem Korndurchmesser von mehr als 2 mm (sogenannte Gerölle) besitzt, und ist damit gleichbedeutend mit dem Sedimentbegriff Kies. Da unverfestigt, sind Schotter typisch für geologisch junge, oft quartäre Ablagerungskörper. Ihre Rundung haben die Gerölle durch Oberflächenabrieb bei der häufigen Umlagerung in stark bewegtem Wasser, in erster Linie in Bächen und Flüssen (fluviale Schotter), durch Gletscherschmelzwasser (glazifluviale Schotter) oder an Küsten (marine Schotter) erhalten. Zu Gestein verfestigte Schottersedimente werden Konglomerate genannt.
Im Unterschied zu Schotter werden Lockersedimente, die überwiegend nicht-gerundete Gesteinskomponenten aufweisen, als Schutt bezeichnet. Durch Gletscher transportiertes und abgelagertes Material, das typischerweise überwiegend teilgerundete (kantengerundete) Komponenten in einer feinkörnigen Matrix enthält, wird Geschiebe genannt. In der Fluvialmorphologie, der Hydrologie, der Ingenieurgeologie und im Wasserbau werden jedoch auch Flussschotter als „Geschiebe“ bezeichnet.